# Guksu (go)
Guksu (국수전?; "Guida della nazione") è il nome del più antico torneo professionistico di go della Corea del Sud.
La vittoria di Rui Naiwei, nel 1999, ha segnato la prima volta che una donna ha vinto un torneo open di alto livello nella storia del go professionistico.

## Torneo
Il Guksu è organizzato dalla Hanguk Kiwon (la federazione goistica coreana) ed è sponsorizzato dal giornale Dong-a Ilbo. È la più antica competizione goistica in Corea del Sud, e sebbene non sia più quella con il premio in denaro maggiore è ancora largamente considerata, in virtù della sua tradizione, la più importante.
Il komi è di 6,5 punti e il tempo di riflessione varia dalle 3 ore a testa durante le eliminatorie alle 5 ore a testa della finale. Il premio per il vincitore è di 40.000.000 won (circa 30.000 euro)

## Albo d'oro
| Anno | Vincitore                       |
| ---- | ------------------------------- |
| 1956 | Cho Nam-chul                    |
| 1957 | Cho Nam-chul                    |
| 1958 | Cho Nam-chul                    |
| 1959 | Cho Nam-chul                    |
| 1960 | Cho Nam-chul                    |
| 1961 | Cho Nam-chul                    |
| 1962 | Cho Nam-chul                    |
| 1963 | Cho Nam-chul                    |
| 1964 | Cho Nam-chul                    |
| 1965 | Kim In                          |
| 1966 | Kim In                          |
| 1967 | Kim In                          |
| 1968 | Kim In                          |
| 1969 | Kim In                          |
| 1970 | Kim In                          |
| 1971 | Yun Kihyeon                     |
| 1972 | Yun Kihyeon                     |
| 1973 | Ha Chanseok                     |
| 1974 | Ha Chanseok                     |
| 1975 | la competizione non si è tenuta |
| 1976 | Cho Hun-hyun                    |
| 1977 | Cho Hun-hyun                    |
| 1978 | Cho Hun-hyun                    |
| 1979 | Cho Hun-hyun                    |
| 1980 | Cho Hun-hyun                    |
| 1981 | Cho Hun-hyun                    |
| 1982 | Cho Hun-hyun                    |
| 1983 | Cho Hun-hyun                    |
| 1984 | Cho Hun-hyun                    |
| 1985 | Cho Hun-hyun                    |
| 1986 | Seo Bongsoo                     |
| 1987 | Seo Bongsoo                     |
| 1988 | Cho Hun-hyun                    |
| 1989 | Cho Hun-hyeon                   |
| 1990 | Lee Chang-ho                    |
| 1991 | Cho Hun-hyun                    |
| 1992 | Cho Hun-hyun                    |
| 1993 | Lee Chang-ho                    |
| 1994 | Lee Chang-ho                    |
| 1995 | Lee Chang-ho                    |
| 1996 | Lee Chang-ho                    |
| 1997 | Lee Chang-ho                    |
| 1998 | Cho Hun-hyun                    |
| 1999 | Rui Naiwei                      |
| 2000 | Cho Hun-hyun                    |
| 2001 | Lee Chang-ho                    |
| 2002 | Lee Chang-ho                    |
| 2003 | Choi Cheol-han                  |
| 2004 | Choi Cheol-han                  |
| 2005 | Lee Chang-ho                    |
| 2006 | Yun Jun-sang                    |
| 2007 | Lee Sedol                       |
| 2008 | Lee Sedol                       |
| 2009 | Lee Chang-ho                    |
| 2010 | Choi Cheol-han                  |
| 2011 | Cho Hanseung                    |
| 2012 | Cho Hanseung                    |
| 2013 | Cho Hanseung                    |
| 2014 | Park Junghwan                   |
| 2015 | Park Junghwan                   |
| 2016 | Park Junghwan                   |